# A.S.D. Forza e Coraggio
Associazione Sportiva Dilettantistica Forza e Coraggio là một câu lạc bộ bóng đá Ý, có trụ sở tại Benevento, Campania.
Forza e Coraggio hiện đang chơi ở Eccellenza Campania.

## Lịch sử
Câu lạc bộ được thành lập vào năm 1972.

### Serie D 2010-11
Trong mùa 2010-11, đội tiến vào trận chung kết quốc gia để được thăng hạng trong Lega Pro Seconda Divisione, nhưng đã bị loại trong "Tam giác 3".

### Seconda Categoria 2011–12
Vào ngày 14 tháng 6 năm 2011, chủ tịch Massimo Taddeo tuyên bố chấm dứt tham gia Serie D của đội, nhưng để không mất danh hiệu thể thao của mình, đội chơi trong Seconda Categoria Campania trong mùa 2011-12.

### Prima Categoria 2012–13
Trong mùa giải 2012-13, Forza & Coraggio tham gia giải vô địch hạng nhất (bảng B),tiếp tục giành chiến thắng và thăng hạng.

### Promozione 2013-14
Sau chiến thắng ở giải hạng nhất, trong mùa giải 2013-14, Forza & Coraggio 2013 đang chuẩn bị thi đấu trong Giải đấu thăng hạng. Các cầu thủ trở lạ, bao gồm Filippo Tortora, Alessio Befi và Raffaele Capone. Sau một khởi đầu chậm chạp không hoàn toàn tích cực, đội beneventana lượm lặt được nhiều điểm hơn của Sporting Guard, Montesarchio và St. Thomas và với ba ngày trước đã giành được chức vô địch tương tự. Cặp tấn công Tortora-Befi đạt 60 bàn thắng trong cả mùa giải, kỷ lục mùa giải

### Eccellenza 2014-15
Vào tháng 6 cùng năm, Tổng thống tuyên bố rằng ông không thể đưa đội tham gia Eccelenza. Sau một hồi suy nghĩ, người bảo trợ Giallorossi, bắt đầu lại với đội để tạo đội mạnh mẽ hơn trước. Ở Benevento, tại tòa án của Antonello Mauro, huấn luyện viên mới (cựu huấn luyện viên của đội bóng thiếu niên), những cầu thủ tầm cỡ, như Lepre, Zotti, Monticelli và Russo. Chuẩn bị ngày 4 tháng 8, Mellusi tổng hợp để thành lập một đội mới Juniores Regionale, được huấn luyện bởi bộ đôi Cioffi-Errico

## Màu sắc và huy hiệu
Màu của đội là đỏ và vàng.
Trang phục đầu tiên được Forza & Coraggio sử dụng là đồng phục sọc vàng và đỏ cổ điển. Còn đối với áo sân khách, đồng phục có màu trắng với quần short đỏ và vớ trắng. Áo thi đấu thứ ba hoàn toàn là đen, đỏ và vàng với một dải dọc

### Nhà tài trợ
MASS